# Урарты

Урарту в период наибольшей территориальной экспансии в 743 году до н. э.

Урарты (аккад. 𒆳𒌵/Urarṭu, др.-перс. 𐎠𐎼𐎷𐎡𐎴 (a-r-mi-i-n /Armina/), эламск. Har-mi-nu-ia-ip) — древний народ, проживавший на территории Армянского нагорья и говоривший на урартском языке. Составлял политическую элиту Урарту, упоминавшегося как союз племён с XIII в. до н. э. и как государство — с VIII по VI вв. до н. э..
Согласно миграционно-смешанной гипотезе армянского этногенеза, сформулированной и обоснованной И. М. Дьяконовым, урарты, как и остальное население Урарту (хурриты и лувийцы), восприняли индоевропейский протоармянский язык и в дальнейшем стали частью армянского этноса, составив его основной генетический компонент и передав ему своё культурное наследие.

## Происхождение
Точные сведения о происхождении урартов отсутствуют. Известно, что урарты, наряду с аккадцами и хурритами, принадлежали к арменоидной группе популяций. Предполагается, что возможное распространение урартов по Армянскому нагорью произошло из района Ревандуз (на территории сегодняшнего северо-западного Ирана Западный Азербайджан), где располагался древний город Мусасир.
В то же время правящая династия царства Урарту, вероятнее всего, имела индоевропейское происхождение, так как имена правителей имеют параллели в балканских языках.
В I тысячелетии до н. э. урарты наряду с другими народами участвовали в процессе формирования армянской народности. Армяне стали преемниками физического и культурного компонента всего древнего населения нагорья, в первую очередь хурритов, урартов и лувийцев, которые составили основной генетический компонент современных армян.

## Язык

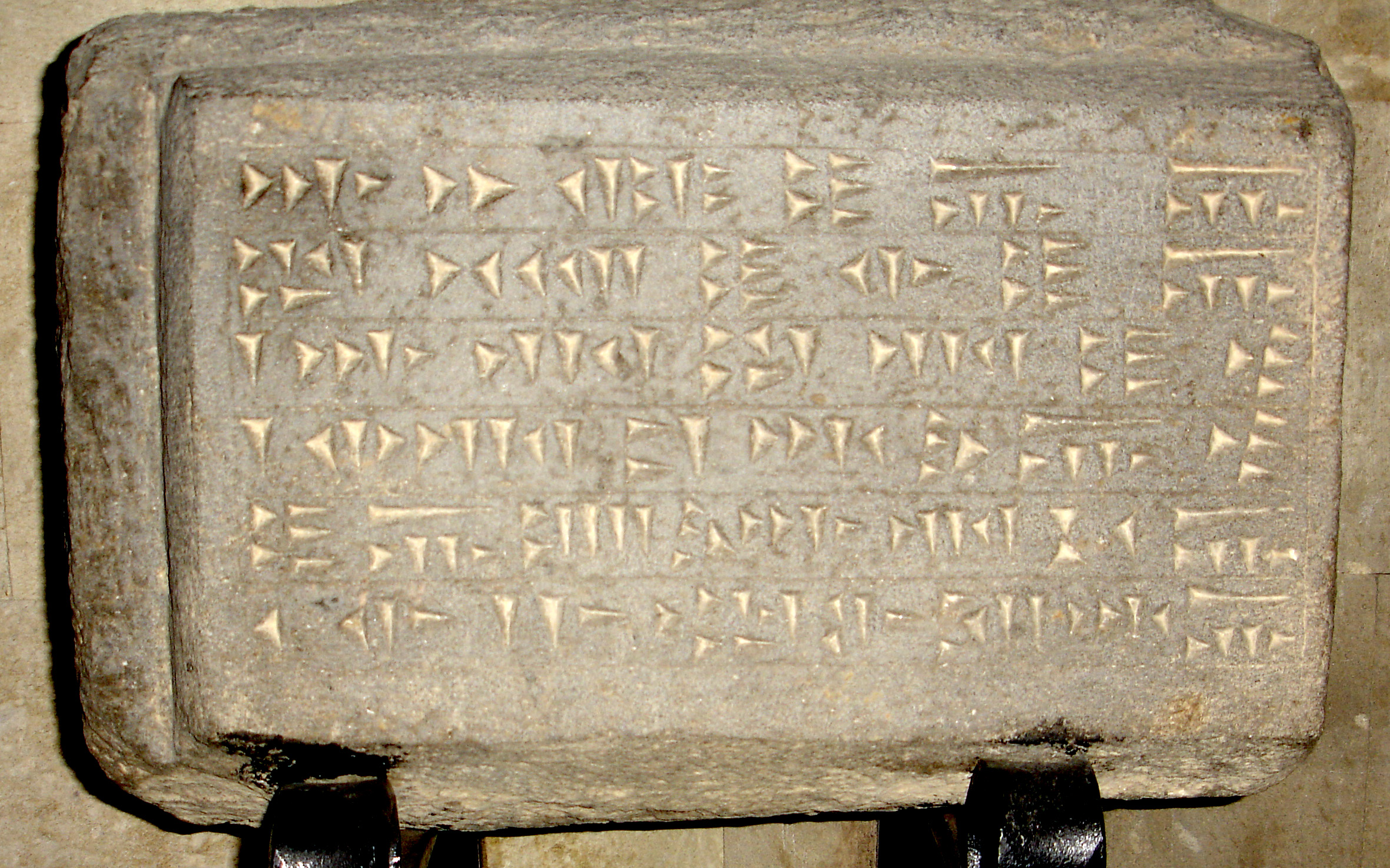
Урартская клинописная табличка из Музея Эребуни в Ереване

Урартский язык находился в родственных связях с хурритским языком, с которым они образуют хуррито-урартскую семью.
Хотя до нас дошли несколько нерасшифрованных надписей с использованием урартских идеограмм, в основном урарты пользовались существенно упрощённой формой ассирийской клинописи. Например, при заимствовании многие многозначные ассирийские идеограммы использовались урартами лишь в одном значении, были утрачены различные смысловые оттенки ассирийских знаков. Из известных на сегодня около 500 клинописных табличек выделяются примерно 350—400 слов-корней, большинство которых являются урартскими, а часть заимствована из других языков.

## Религия

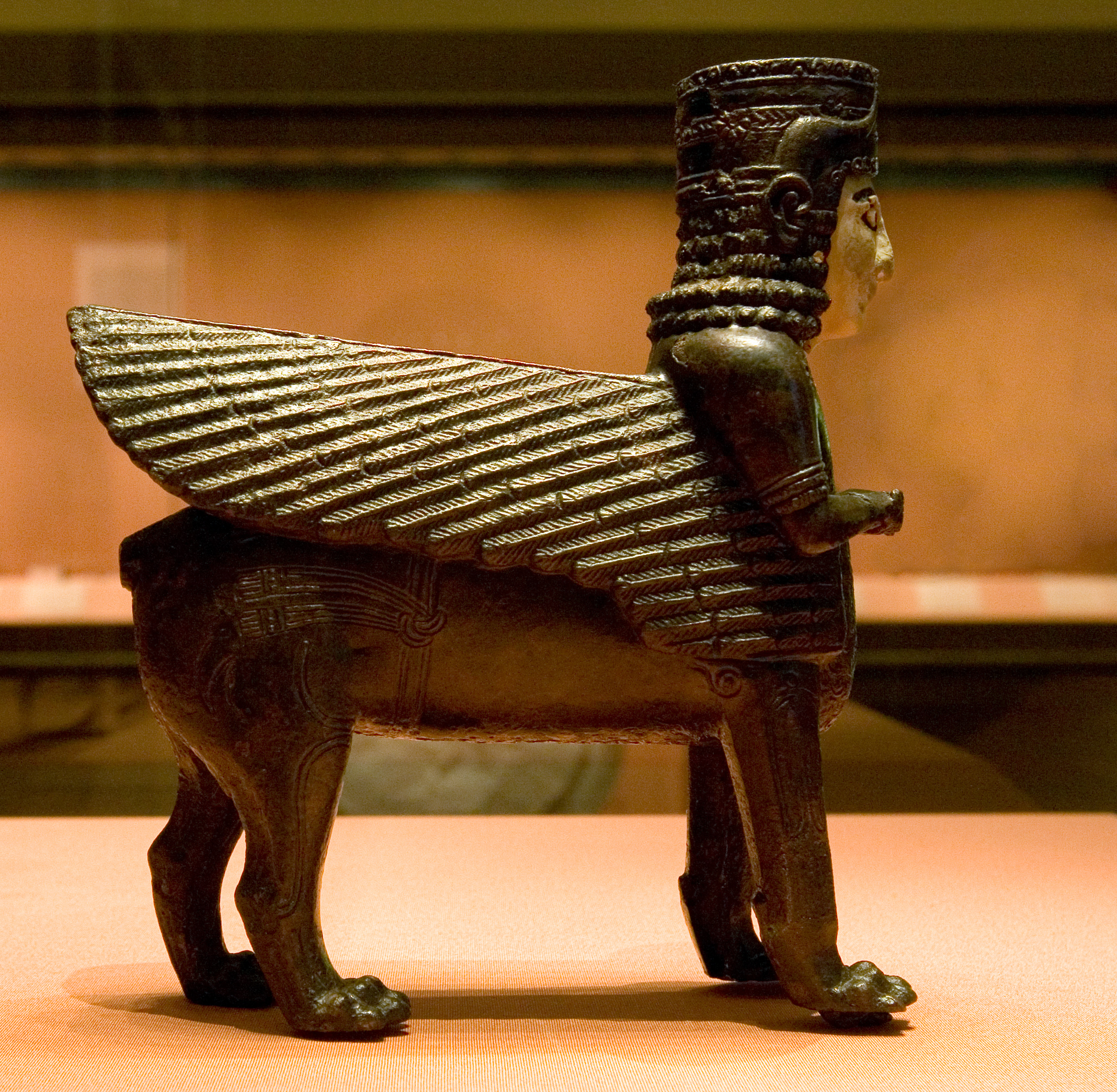
Урартское крылатое божество, бронза, Топрак-кале, Эрмитаж

Религия урартов тесно связана с религиями Месопотамии: урарты имели многочисленный пантеон божеств, многие из которых явно заимствованы из религий государств Месопотамии (Шумера, Аккада и Ассирии). В Урарту была распространена практика жертвоприношений. В жертву приносились главным образом быки и овцы. Отмечены также следы человеческих жертвоприношений. Различные обряды поклонения божествам, а также процедуры жертвоприношений обычно происходили в помещениях, выдолбленных в скалах, напоминающих верхушки построенных в Месопотамии зиккуратов, используемых аналогичным образом. В одном из таких выдолбленных помещений обнаружена табличка с перечнем 79 урартских божеств и количеством животных, которых необходимо было приносить в жертву каждому из них.